# 姆瓦塔泰

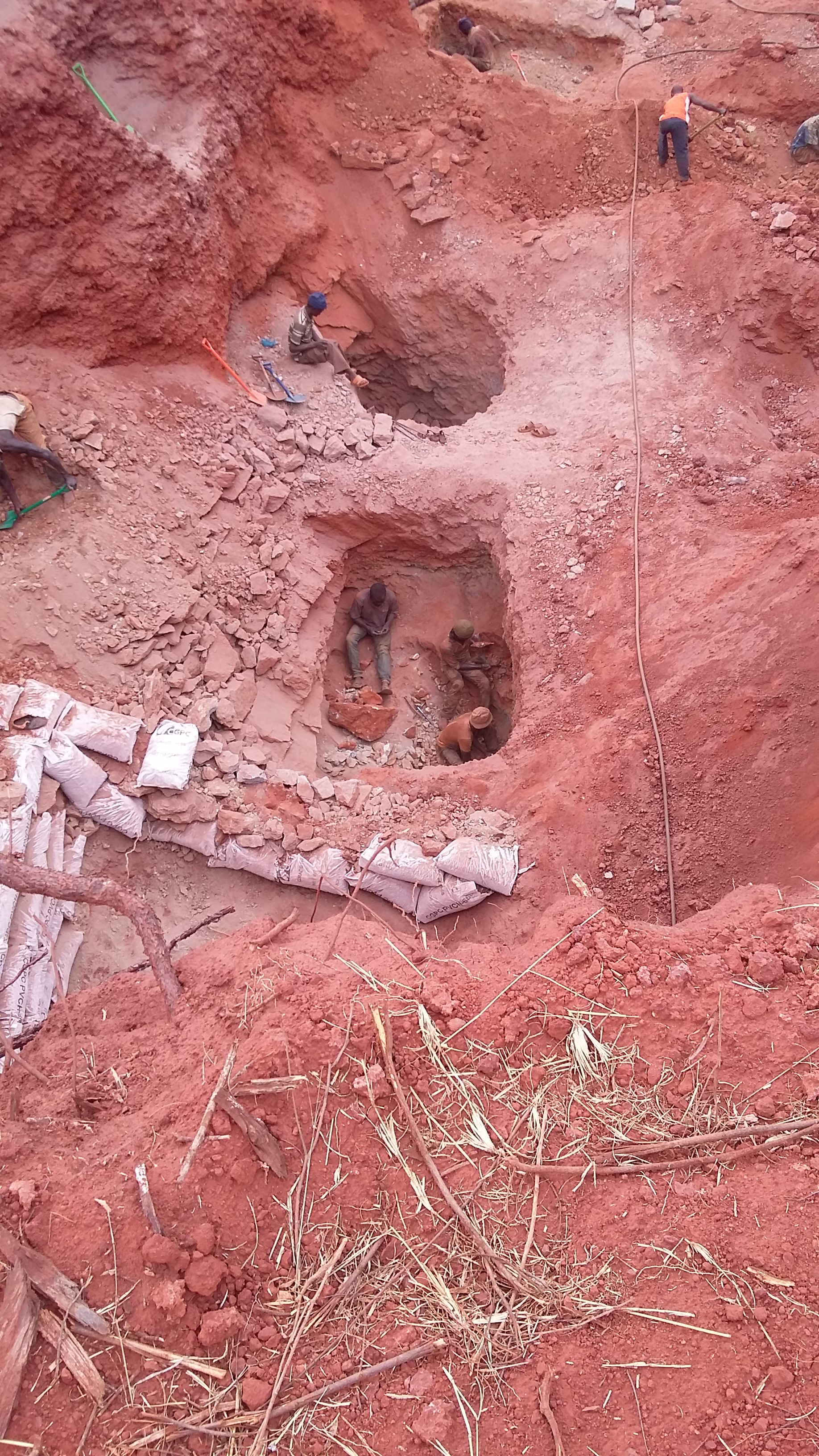
姆瓦塔泰

姆瓦塔泰，是肯尼亞的城鎮，位於該國南部，處於泰塔山南面，由濱海省負責管轄，是泰塔塔維塔郡的首府，處於布拉以東10公里，人口56,365。